# 만토바 공국
만토바 공국(Ducato di Mantova)은 이탈리아 북부에 있었던 국가로, 신성 로마 제국에 속해있었다.

## 역사

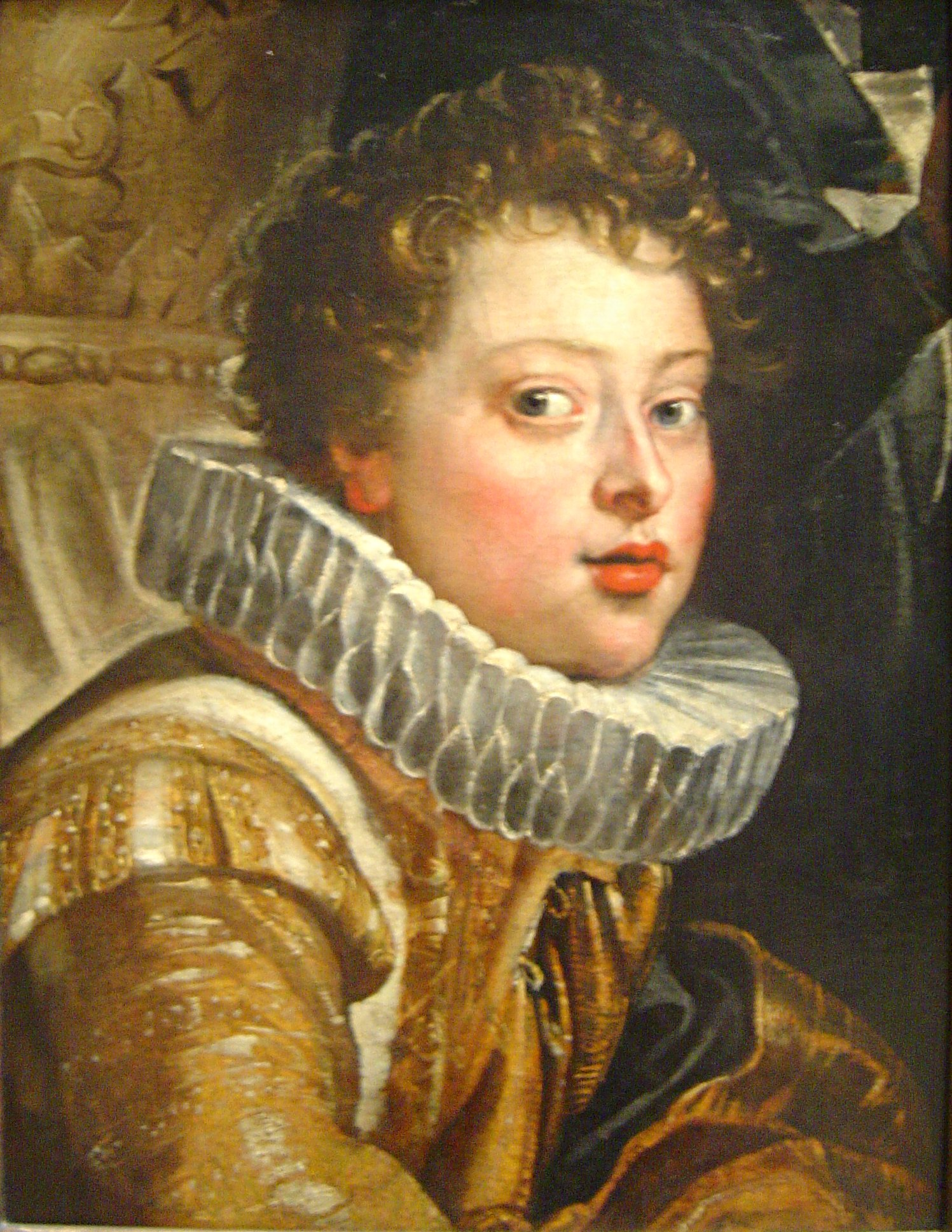
페테르 파울 루벤스 작의 빈첸초 2세 곤차가

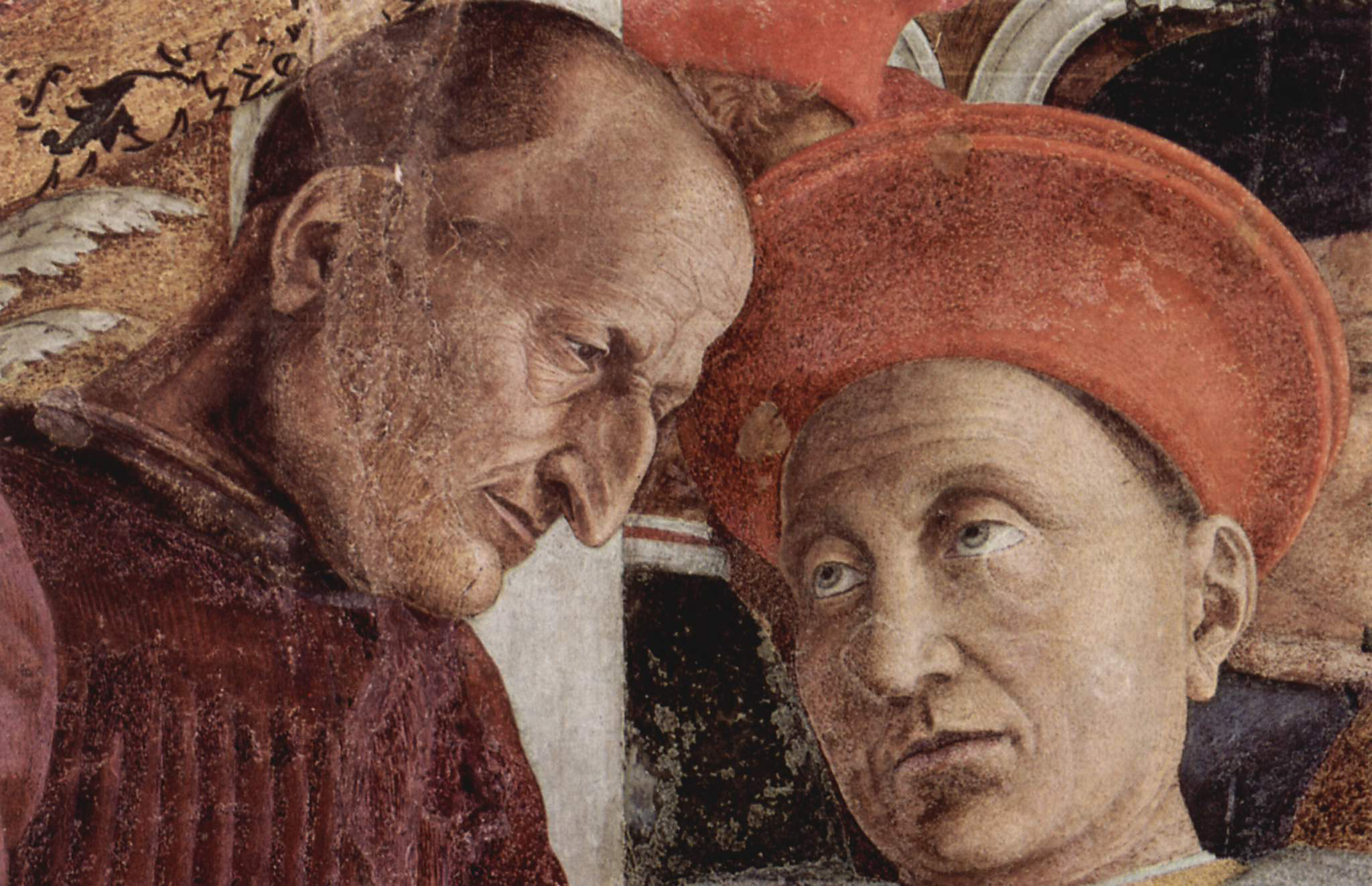
루도비코 3세가 추기경으로 선출된 아들 프란체스코로부터 소식을 듣고있다. 팔라초 두칼레의 Stanza degli Sposi에 있는 안드레아 만테냐의 프레스코화

서로마 제국 멸망 후, 만토바는 비잔티움인, 롬바르드족, 프랑크족들의 침입을 받았다. 11세기에 만토바는 토스카나 백작 보니파초 디 카노사의 소유가 되었다. 이 가문의 마지막 지배자인 토스카나의 마틸데 백작부인가 전설에 따르면, 로톤다 디 산 로렌초의 건설을 명했다고 전해진다(1082년). 마틸데가 사망한 후, 만토바는 자유 코무네가 되었고 12, 13세기에 신성 로마 제국으로부터 스스로를 열심히 지켜왔다.
서임권 투쟁 시기에 피나몬테 보나콜시는 혼란스러운 상황 중에 권력을 쥘 기회를 얻었고, 1273년 민중대장이 되었다. 그의 가문은 다음 세기 동안에 만토바를 다스렸으며, 더욱 번영과 예술적 아름다움을 발전시켰다.
1328년 8월 16일, 마지막 보나콜시 가문 일원인 리날도(Rinaldo)는 가문의 수행원이였던 60세 나이의 루이스와 그의 아들 구이(Guy), 필리피노(Filippino), 펠트리노등이 주도한 곤차가 가문의 반란으로 정부가 전복되고 만다. 1318년에 만토바의 포데스타였던 루도비코가 카피타노 델 포포로로 선출되었다. 곤차가 가문은 14세기에 5개의 문이 있는 성벽을 짓고 건축물을 개조하였지만, 정치적 상황은 루도비코 2세가 1370년에 그의 권력을 모으기 위해 그의 친척들을 제거할때까지 안정되지 못 하였다.
1433년 잔프란체스코가 120,000 플로린을 들여, 그의 아내인 브란덴부르크의 바바라의 작은 아버지인 지기스문트 신성 로마 황제로부터 만토바 백작으로 임명되었다. 1459년에 교황 비오 2세는 튀르크를 상대로 십자군을 선포하기 위해 만토바에서 회의를 열었다.
만토바 초대 공작이 되는 페데리코 2세는 1530년 카를 5세으로부터 이 작위를 얻었다. 다음 해 곤차가 가문은 결혼을 통해 몬페라토 후국을 획득했다. 페데리코는 줄리오 로마노에게 만토바 주변부에 팔라초 델 테를 지을 것을 의뢰하였으며, 도심의 도시적 자산을 완전히 개선시켰다.
1624년에 페르디난도 곤차가는 건축가 니콜로 세브레곤디가 건축한 빌라 델라 파보리타로 궁전을 옮겼다.
곤차가 가문의 직계 가문이 단절되고, 가문의 프랑스 계열의 방계인 곤차가 느베르의 잔인함과 몸이 허약한 빈첸초 2세 곤차가로 이어졌으며, 만토바는 새로운 지배자들 하에서 서서히 쇠퇴하였다. 만토바 계승 전쟁이 발발하고, 1630년에 36,000명의 란츠크네흐트 용병대로 이뤄진 제국군이 만토바를 포위하였고, 질병 또한 가져왔다. 만토바는 이 재앙 이전 상태로 회복하지 못 하였다.
오직 파티와 연극에만 관심을 두던 서투른 통치자였던 페르디난도 카를로 곤차가는 스페인 왕위 계승 전쟁에서 프랑스와 동맹을 맺었다. 전쟁이 패배로 끝난 후, 요제프 1세 황제에 의해 권좌에서 물러났고, 수 천 개의 그림을 가지고 베네치아로 망명하였다. 1708년에 그가 사망하고, 오스트리아의 합스부르크의 지지로 인해 만토바를 영원히 상실하고 만다. 몬페라토의 영토는 사보이아 공국에 편입되었고, 황제는 몬페라토를 잃은 대신 곤차가 가문의 모계 계열 후계자에게, 로렌에 테센 공국을 합병시키고, 로렌 공국을 보상으로 주었다.
만토바는 1786년 9월 26일 요제프 2세 황제의 칙령으로 밀라노 공국에 잠시 합병되었지만, 1791년 1월 24일 레오폴트 2세 황제의 행정 구역 분리로 인해 다시 복구되었다. 만토바는 1796년 나폴레옹 군대에 포위되어, 1797년 이전에 함락되었다. 만토바는 캄포포르미오 조약으로, 민치오 데파르망이 되어, 치살피나 공화국에 합병되었다.

## 같이 보기
- 만토바 공작